# Sondrio megye
Sondrio megye (olaszul: Provincia di Sondrio, lombardul: Pruvincia de Sundri) Olaszország Lombardia régiójának egyik megyéje. Székhelye Sondrio.

## Fekvése
Sondrio megye Graubünden kanton, Bolzano autonóm megye, Trento, Brescia, Bergamo, Lecco, Como és Como megyékkel határos.

## Községek(comuni)
- Albaredo per San Marco
- Albosaggia
- Andalo Valtellino
- Aprica
- Ardenno
- Bema, Lombardy
- Berbenno di Valtellina
- Bianzone
- Bormio
- Buglio in Monte
- Caiolo
- Campodolcino
- Caspoggio
- Castello dell’Acqua
- Castione Andevenno
- Cedrasco
- Cercino
- Chiavenna
- Chiesa in Valmalenco
- Chiuro
- Cino
- Civo
- Colorina
- Cosio Valtellino
- Dazio
- Delebio
- Dubino
- Faedo Valtellino
- Forcola
- Fusine
- Gerola Alta
- Gordona
- Grosio
- Grosotto
- Lanzada
- Livigno
- Lovero
- Madesimo
- Mantello
- Mazzo di Valtellina
- Mello
- Menarola
- Mese
- Montagna in Valtellina
- Morbegno
- Novate Mezzola
- Pedesina
- Piantedo
- Piateda
- Piuro
- Poggiridenti
- Ponte in Valtellina
- Postalesio
- Prata Camportaccio
- Rasura
- Rogolo
- Samolaco
- San Giacomo Filippo
- Sernio
- Sondalo
- Sondrio
- Spriana
- Talamona
- Tartano
- Teglio
- Tirano
- Torre di Santa Maria
- Tovo di Sant’Agata
- Traona
- Tresivio
- Val Masino
- Valdidentro
- Valdisotto
- Valfurva
- Verceia
- Vervio
- Villa di Chiavenna
- Villa di Tirano